# Enrica Cipolloni
Enrica Cipolloni (San Benedetto del Tronto, 19 ottobre 1990) è una multiplista e altista italiana.
Può vantare la vittoria di un titolo italiano assoluto nel pentathlon indoor (2014), sette nazionali giovanili e due presenze nella Nazionale assoluta (2010, 2014).

## Biografia
È allenata attualmente da Francesco Butteri.
Nel suo curriculum figura più di un titolo italiano nel salto in alto così come nelle prove multiple.
2006, gareggia nel salto in alto sia agli italiani allieve indoor (quinta) che all'aperto (quarta).
Prima medaglia vinta in un campionato nazionale giovanile nel 2007 con l'argento nel salto in alto agli italiani allieve indoor (nella stessa specialità agli assoluti al coperto giunge ottava); agli italiani allieve all'aperto finisce al 17º posto nel getto del peso, mentre pur iscritta nel tiro del giavellotto non gareggia.
Nel 2008 vince il suo primo titolo italiano giovanile, nel salto in alto juniores outdoor (vicecampionessa al coperto nella stessa specialità); giunge ottava nel salto in lungo agli italiani juniores.
Partecipa agli italiani di prove multiple indoor: sedicesima assoluta e settima juniores; agli assoluti nell'alto finisce decima al coperto e 17ª all'aperto.
È stata medaglia d'oro nel salto in alto e quarta sui 100 m hs ai Mondiali scolastici in Francia a Bordeaux-Mérignac.

Quarta classificata nel salto in alto nella Coppa del Mediterraneo ovest juniores a Rabat in Marocco.
Tre medaglie vinte nel 2009, ciascuna di un metallo diverso, ai campionati italiani di categoria: oro nell'alto agli italiani juniores indoor (ottava sui 60 m hs), argento sui 100 m hs e bronzo nel salto in alto agli italiani juniores all'aperto.
Gareggia agli italiani di prove multiple indoor: tredicesima assoluta e quarta juniores; sempre al coperto, agli assoluti conclude non classificata nell'alto e decima con la staffetta 4x200 m.
Agli assoluti di Milano finisce: settima nel salto in alto, 17ª con la staffetta 4x100 m e sesta nell'eptathlon.
È stata sedicesima nel salto in alto agli Europei juniores di Novi Sad in Serbia.
Due titoli italiani promesse vinti nel 2010 (salto in alto ed eptathlon), una medaglia d'argento nel pentathlon indoor promesse (quarta assoluta) e settimo posto sui 60 m hs agli italiani promesse indoor (sesta nell'alto agli assoluti al coperto); pur essendo iscritta nel salto in alto ed in lungo ai campionati italiani promesse, non ha gareggiato in entrambe le specialità.
Prende parte agli assoluti di Grosseto dove finisce sesta nell'alto e quindicesima nel lungo. 
È stata titolare in Nazionale assoluta (esordio per lei) nell'Europeo per nazioni a Bergen (Norvegia) nel salto in lungo, concludendo all'11º posto.
Due medaglie, con un titolo nazionale vinto, nella stagione sportiva 2011: oro agli italiani indoor di prove multiple nella categoria promesse (quarta assoluta); tre gare affrontate ai giovanili indoor: salto in alto (non classificata), salto in lungo (quarta) e staffetta 4x200 m (settima). Vicecampionessa nell'alto agli italiani promesse outdoor e quarto posto agli assoluti di prove multiple. Agli assoluti indoor conclude all'ottavo posto sia nell'alto che nel lungo.
Infine agli assoluti di Torino 2011 pur essendo iscritta nel salto in alto, non ha però gareggiato; inoltre è stata bronzo nel salto in alto agli italiani promesse ed era iscritta agli italiani assoluti di prove multiple, ma non ha gareggiato.
Nel 2013 ha disputato soltanto la stagione agonistica al coperto, vincendo la medaglia di bronzo agli assoluti indoor di prove multiple e diventando vicecampionessa assoluta nel salto in alto.
All'aperto invece sempre agli assoluti di prove multiple, ha vinto la medaglia di bronzo a Rovereto.
Lo stesso anno ha gareggiato con la Nazionale seniores nella Coppa Europa di prove multiple a Madeira (Portogallo) finendo decima nell'individuale e sesta nella classifica a squadre.
Ai campionati italiani di prove multiple indoor 2015 si è ritirata; era iscritta nel salto in alto agli assoluti indoor di Padova, ma si è ritirata ed è stata assente agli assoluti di prove multiple all'aperto a Torino.

## Progressione

### Salto in alto
| Stagione | Misura | Luogo                    | Data       | Rank. Mond. |
| -------- | ------ | ------------------------ | ---------- | ----------- |
| 2023     | 1,83   | Padova                   | 11-02-2023 |             |
| 2022     | 1,76   | San Benedetto del Tronto | 14-05-2022 |             |
| 2021     | 1,86   | Padova                   | 20-02-2021 |             |
| 2020     | 1,63   | Ancona                   | 19-01-2020 |             |
| 2019     | 1,83   | Bressanone               | 27-07-2019 |             |
| 2018     | 1,83   | Padova                   | 27-01-2018 |             |
| 2017     | 1,72   | Ravenna                  | 24-09-2017 |             |
| 2015     | 1,68   | Padova                   | 25-01-2015 |             |
| 2014     | 1,86 m | Fermo                    | 17-5-2014  |             |
| 2013     | 1,80 m | Macerata                 | 11-5-2013  |             |
| 2012     | 1,84 m | Misano Adriatico         | 16-6-2012  |             |
| 2011     | 1,78 m | Fabriano                 | 9-7-2011   |             |
| 2010     | 1,81 m | Cercola                  | 29-5-2010  |             |
| 2009     | 1,84 m | San Benedetto del Tronto | 25-4-2009  |             |
| 2008     | 1,78 m | Torino                   | 15-6-2008  |             |
| 2007     | 1,72 m | Mérignac                 | 24-6-2007  |             |
| 2006     | 1,70 m | San Benedetto del Tronto | 18-10-2006 |             |

### Eptathlon
| Stagione | Punteggio | Luogo                    | Data      | Rank. Mond. |
| -------- | --------- | ------------------------ | --------- | ----------- |
| 2014     | 5.510 p.  | Madeira                  | 6-7-2014  |             |
| 2012     | 5.223 p.  | Novara                   | 2-6-2012  |             |
| 2011     | 5.046 p.  | Formia                   | 31-7-2011 |             |
| 2010     | 5.404     | Cercola                  | 30-5-2010 |             |
| 2009     | 4.992 p.  | Grosseto                 | 21-6-2009 |             |
| 2008     | 4.549 p.  | San Benedetto del Tronto | 10-5-2008 |             |

### Salto in alto indoor
| Stagione | Misura | Luogo  | Data      | Rank. Mond. |
| -------- | ------ | ------ | --------- | ----------- |
| 2015     | 1,68 m | Padova | 25-1-2015 |             |
| 2014     | 1,85 m | Padova | 26-1-2014 |             |
| 2013     | 1,82 m | Ancona | 16-2-2013 |             |
| 2012     | 1,85 m | Ancona | 25-2-2012 |             |
| 2011     | 1,78 m | Ancona | 16-1-2011 |             |
| 2010     | 1,75 m | Ancona | 13-2-2010 |             |
| 2009     | 1,78 m | Ancona | 14-2-2009 |             |
| 2008     | 1,72 m | Ancona | 9-2-2008  |             |
| 2007     | 1,78 m | Ancona | 28-1-2007 |             |
| 2006     | 1,45 m | Napoli | 5-2-2006  |             |

### Pentathlon indoor
| Stagione | Punteggio | Luogo  | Data      | Rank. Mond. |
| -------- | --------- | ------ | --------- | ----------- |
| 2014     | 4.036 p.  | Padova | 26-1-2014 |             |
| 2013     | 3.679 p.  | Ancona | 27-1-2013 |             |
| 2012     | 3.890 p.  | Ancona | 28-1-2012 |             |
| 2011     | 3.859 p.  | Ancona | 30-1-2011 |             |
| 2010     | 3.674 p.  | Ancona | 31-1-2010 |             |
| 2009     | 3.381 p.  | Ancona | 1-2-2009  |             |
| 2008     | 3.084 p.  | Ancona | 27-1-2008 |             |

## Palmares
| Anno | Manifestazione   | Sede     | Evento        | Risultato | Prestazione | Note  |
| ---- | ---------------- | -------- | ------------- | --------- | ----------- | ----- |
| 2009 | Europei juniores | Novi Sad | Salto in alto | 16ª       | 1,73 m      | [ 2 ] |

## Campionati nazionali
- 1 volta campionessa assoluta indoor di pentathlon (2014)
- 1 volta campionessa promesse di eptathlon (2012)
- 2 volte campionessa promesse indoor di pentathlon (2011, 2012)
- 1 volta campionessa promesse di eptathlon (2010)
- 1 volta campionessa promesse indoor di salto in alto (2010)
- 1 volta campionessa juniores indoor di salto in alto (2009)
- 1 volta campionessa juniores di salto in alto (2008)

2006
- 4ª ai Campionati italiani allievi e allieve,
(Fano), Salto in alto - 1,66 m[3]

2007
- Argento ai Campionati italiani allievi-juniores-promesse indoor, (Genova), Salto in alto - 1,74 m[4]
- 8ª ai Campionati italiani assoluti indoor,
(Ancona), Salto in alto - 1,72 m[5]
- 17ª ai Campionati italiani allievi e allieve,
(Cesenatico), Getto del peso - 9,63 m[6]

2008
- 16ª ai Campionati italiani di prove multiple indoor, (Ancona), Pentathlon - 3.084 p. (assolute)[7]
- 7ª ai Campionati italiani di prove multiple indoor, (Ancona), Pentathlon - 3.084 p. (juniores)[8]
- Argento ai Campionati italiani allievi-juniores-promesse indoor, (Ancona), Salto in alto - 1,72 m[9]
- 10ª ai Campionati italiani assoluti indoor, (Genova), Salto in alto - 1,65 m[10]
- Oro ai Campionati italiani juniores e promesse, (Torino), Salto in alto - 1,78 m[11]
- 8ª ai Campionati italiani juniores e promesse,
(Torino), Salto in lungo - 5,42 m[12]
- 17ª ai Campionati italiani assoluti,
(Cagliari), Salto in alto - 1,66 m[13]

2009
- 13ª ai Campionati italiani di prove multiple indoor, (Ancona), Pentathlon - 3.381 p. (assolute)[14]
- 4ª ai Campionati italiani di prove multiple indoor, (Ancona), Pentathlon - 3.381 p. (juniores)[15]
- 8ª ai Campionati italiani allievi-juniores-promesse indoor, (Ancona), 60 m hs - 9"29[16]
- Oro ai Campionati italiani allievi-juniores-promesse indoor, (Ancona), Salto in alto - 1,78 m[17]
- In finale ai Campionati italiani assoluti indoor, (Ancona), Salto in alto - NCL[18]
- 10ª ai Campionati italiani assoluti indoor,
(Ancona), 4x200 m - 1'44”03[19]
- Argento ai Campionati italiani juniores e promesse, (Rieti), 100 m hs - 14"46[20]
- Bronzo ai Campionati italiani juniores e promesse, (Rieti), Salto in alto - 1,72 m[21]
- 7ª ai Campionati italiani assoluti,
(Milano), Salto in alto - 1,74 m[22]
- 17ª ai Campionati italiani assoluti,
(Milano), 4x100 m - 49”05[23]
- 6ª ai Campionati italiani assoluti,
(Milano), Eptathlon - 4.816 p.[24]

2010
- 4ª ai Campionati italiani di prove multiple indoor, (Ancona), Pentathlon - 3.674 p. (assolute)[25]
- Argento ai Campionati italiani di prove multiple indoor, (Ancona), Pentathlon - 3.674 p. (promesse)[26]
- 7ª ai Campionati italiani allievi-juniores-promesse indoor, (Ancona), 60 m hs - 8"96[27]
- Oro ai Campionati italiani allievi-juniores-promesse indoor, (Ancona), Salto in alto - 1,75 m[28]
- 6ª ai Campionati italiani assoluti indoor, (Ancona), Salto in alto 1,74 m[29]
- Oro ai Campionati italiani juniores e promesse di prove multiple, (Cercola), Eptathlon - 5.404 p.[30]
- 6ª ai Campionati italiani assoluti,
(Grosseto), Salto in alto 1,81 m[31]
- 15ª ai Campionati italiani assoluti,
(Grosseto), Salto in lungo - 5,64 m[32]

2011
- 4ª ai Campionati italiani di prove multiple indoor, (Ancona), Pentathlon - 3.859 p. (assolute)[33]
- Oro ai Campionati italiani di prove multiple indoor, (Ancona), Pentathlon - 3.859 p. (promesse)[34]
- In finale ai Campionati italiani allievi-juniores-promesse indoor, (Ancona), Salto in alto - NCL[35]
- 4ª ai Campionati italiani allievi-juniores-promesse indoor, (Ancona), Salto in lungo - 5,90 m[36]
- 7ª ai Campionati italiani allievi-juniores-promesse indoor, (Ancona), 4x200 m - 1'50"28[37]
- 8ª ai Campionati italiani assoluti indoor,
(Ancona), Salto in alto - 1,71 m[38]
- 8ª ai Campionati italiani assoluti indoor,
(Ancona), Salto in lungo - 5,75 m[39]
- Argento ai Campionati italiani juniores e promesse, (Bressanone), Salto in alto - 1,74 m[40]
- 4ª ai Campionati italiani assoluti di prove multiple, (Formia), Eptathlon - 5.046 p.[41]

2012
- 5ª ai Campionati italiani di prove multiple indoor, (Ancona), Pentathlon - 3.890 p. (assolute)[42]
- Oro ai Campionati italiani di prove multiple indoor, (Ancona), Pentathlon - 3.890 p. (promesse)[43]
- Bronzo ai Campionati italiani assoluti e promesse indoor, (Ancona), Salto in alto - 1,85 m (assolute)[44]
- Bronzo ai Campionati italiani assoluti e promesse indoor, (Ancona), Salto in alto - 1,85 m (promesse)[45]
- Oro ai Campionati italiani juniores e promesse di prove multiple, (Novara), Eptathlon - 5.223 p.[46]
- Bronzo ai Campionati italiani juniores e promesse, (Misano Adriatico), Salto in alto - 1,84 m[47]

2013
- Bronzo ai Campionati italiani assoluti di prove multiple indoor, (Ancona), Pentathlon - 3.679 p.[48]
- Argento ai Campionati italiani assoluti e promesse indoor, (Ancona), Salto in alto - 1,82 m[49]

2014
- Oro ai Campionati italiani assoluti prove multiple indoor, (Padova), Pentathlon - 4.036 p.[50]
- 5ª ai Campionati italiani assoluti indoor,
(Ancona), Salto in alto - 1,77 m[51]
- Bronzo ai Campionati italiani assoluti di prove multiple, (Rovereto), Eptathlon - 5.376 p.[52]

2015
- In finale ai Campionati italiani assoluti di prove multiple indoor, (Padova), Pentathlon - r[53]

2019
- Bronzo ai campionati italiani assoluti, salto in alto - 1,83 m

## Altre competizioni internazionali
2007
- Oro ai Mondiali scolastici, ( Bordeaux-Mérignac), Salto in alto - 1,72 m[54]
- 4ª ai Mondiali scolastici, ( Bordeaux-Mérignac), 100 m hs - 15"82[54]

2008
- 4ª nella Coppa del Mediterraneo ovest juniores, ( Rabat), Salto in alto - 1,65 m[55]

2010
- 11ª all'Europeo per nazioni, ( Bergen), Salto in lungo - 5,76 m[56]

2014
- 10ª nella First League della Coppa Europa di prove multiple, ( Madeira), Eptathlon - 5.510 p.[57]
- 6ª nella First League della Coppa Europa di prove multiple, ( Madeira), Classifica a squadre - 38.032 p.[57]